# RMTC Goiânia
A Rede Metropolitana de Transporte Coletivo de Goiânia (conhecida pelo acrônimo RMTC Goiânia) é um consórcio de empresas, pública e privadas, responsáveis pela execução e manutenção do serviço de transporte coletivo da cidade de Goiânia e sua região metropolitana. Com uma frota de aproximadamente 3.000 veículos de quatro empresas diferentes, atende aproximadamente 7.024 pontos de ônibus operantes pelo sistema.
Em vigência desde 2008, a RMTC é a unidade sistêmica regional composta por todas as linhas e serviços de transporte coletivo, de todas as modalidades ou categorias, intramunicipais ou intermunicipais, que servem ou que venham a servir os municípios da Região Metropolitana de Goiânia, com a exceção de Inhumas.

## Antecedentes

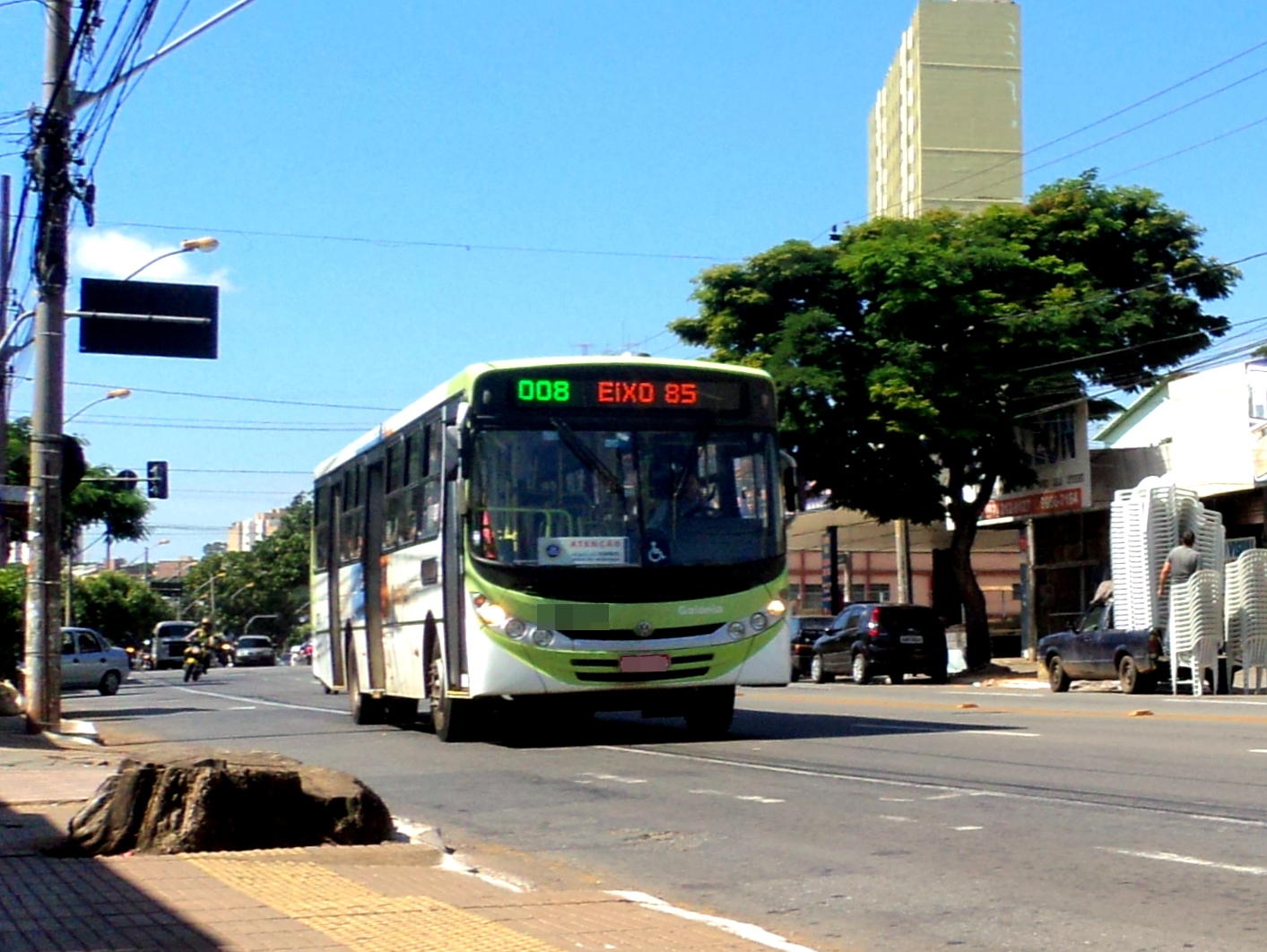
Ônibus coletivo em operação na Av. Paranaíba, em 2011.

Durante a expansão da cidade de Goiânia, em meados dos anos 1970 e 1980, diversas empresas iniciaram suas operações com o transporte coletivo graças ao primeiro edital de concorrência pública, publicado em 1969. As empresas vencedoras do contrato de licitação naquele período foram a Rápido Araguaia e a HP Transportes Coletivos. Nas décadas seguintes, outras iniciativas somariam ao quadro de prestadoras de serviços do transporte coletivo, como a Viação Reunidas, Leste Transportes, Viação Guarany e a Viação Paraúna. Em 1987, foi criado o SETRANSP - Sindicato das Empresas do Transporte Público, para a representação da categoria.
Em 1976, a concessão das linhas da Avenida Anhanguera foi assumida pela estatal Transurb, assim mantendo apenas uma linha no corredor, fazendo uma ligação entre os terminais Dergo, Praça A e Bíblia, os primeiros a serem construídos na cidade. Ao final dos anos 1980, foram implantados os terminais Novo Mundo e Padre Pelágio, a escolha da denominação do último foi uma forma de homenagem ao sacerdote Pelágio Sauter, radicado no Brasil e residente do município de Trindade. Em 1998, após uma crise no transporte coletivo, a Metrobus assume a gestão do já conhecido Eixo Anhanguera, adotando um formato de BRT com corredores exclusivos e plataformas de embarque.
Ao final dos anos 1990, o Sistema Inteligente de Tarifação de Passagens (SITPass) foi implantado, sendo operado pelo SETRANSP e as concessionárias. O objetivo era a praticidade do usuário, que utilizaria apenas um bilhete com uma quantidade específica de viagens ou cartões de validação com a tecnologia RFID. Como consequência, o quadro de cobradores de todas as empresas foi remanejado ou desligado. Assim, o movimento do transporte alternativo começou a emergir na cidade.
O transporte alternativo consistia de micro-ônibus ou vans independentes do sistema vigente à época, algumas delas adquiridas por colaboradores demitidos das concessionárias e se tornou popular por atender bairros que não possuíam linhas alimentadoras e diretas ou não atendiam devidamente os passageiros. Após a criação da CMTC, os membros do transporte alternativo se tornaram uma empresa efetiva, conhecida como CTC (Cooperativa de Transporte Coletivo). Mais tarde, a CTC passaria por uma reformulação logística e ônibus convencionais ao invés de vans, adotando o nome Cootego (Cooperativa de Transportes do Estado de Goiás).
No ano de 2003, todo o sistema foi reformulado. A Companhia Metropolitana de Transportes Coletivos (CMTC) passou a ser o órgão executivo vigente, novos terminais de integração e diversas linhas de todas as modalidades foram criadas. O modelo de execução de horários, que consistia em um representante de cada iniciativa privada liberando os veículos à medida da demanda, foi mantido. Em 2005, foi implantado o sistema de tarifa única para todas as linhas do sistema de transporte coletivo.

## Consórcio

#### 2008-2014: Concessão e Implantação
Em 2008, a concessão do transporte coletivo passou a ser operada em modalidade consorciada com o Consórcio RMTC (atual RedeMob Consórcio) responsável pela gestão dos terminais de integração, planejamento operacional e monitoramento da operação; a CMTC, uma iniciativa pública como órgão executivo, responsável pela tomada de decisão em diversos aspectos do transporte coletivo e o SETRANSP (atual SET) responsável pela manutenção e fabricação dos bilhetes e cartões SITPass. Junto a elas, foram vencedoras da licitação como concessionárias para operação a Rápido Araguaia, HP Transportes, Viação Reunidas, Cootego e a estatal Metrobus.
Em 2009, foi criado o SiM (Sistema de Informação Metropolitano) e implantada a modalidade CityBus, que tinha como objetivo principal captar os usuários de veículos particulares para o transporte coletivo através de micro-ônibus. Também foi lançado o Cartão Integração, permitindo que os usuários utilizassem duas linhas com a mesma viagem, sem passar por um terminal de integração.
Durante os anos de operação do Consórcio RMTC, diversas linhas de Pontos de Conexão (abreviados como PC) foram incorporadas a terminais de integração, como as do Campus Samambaia da Universidade Federal de Goiás, Jardim Tiradentes, Parque Amazônia, Papillon Park, Setor Progresso e Vila João Vaz. Os terminais de integração, exceto os pertencentes ao Eixo Anhanguera, foram completamente reformados e receberam uma série de adequações.

#### 2015-2019:ITS4Mobility, Eixo Anhanguera e Linhas Interbairros
No ano de 2015, a cidade de Goiânia foi a primeira a ter implantação total do sistema ITS4Mobility, desenvolvido pela Volvo em colaboração com a Ericsson. O sistema foi implantado em todos os veículos e gerido pelo Consórcio RMTC, que nessa mesma época já fazia sua transição para RedeMob Consórcio. Pouco tempo depois, o ITS4Mobility seria incorporado ao SiM, assim concebendo utilitários para os usuários, como o SiMRMTC, permitindo a consulta em tempo real dos horários de passagem, e o Olho no Ônibus, que apresentava a exata posição do veículo em determinada linha. No final do mesmo ano, a Rápido Araguaia perdeu cerca de 300 ônibus para apreensão, graças a uma dívida de R$ 7,5 milhões. Durante dois dias, a HP Transportes e a Viação Reunidas supriram os veículos ausentes da Rápido Araguaia, que conseguiu uma liminar para a recuperação dos veículos.
Em 2016, a Metrobus foi incorporada totalmente a modalidade de consorciada, assim resultando na implantação da Extensão do Eixo Anhanguera. Os veículos da Metrobus faziam os mesmos trajetos que as linhas convencionais faziam. Em Junho de 2020, a extensão incorporou a própria linha do Eixo Anhanguera, que agora sai do Terminal Goianira em destino ao Terminal Novo Mundo, do Terminal Trindade ao Terminal Bíblia e do Terminal Padre Pelágio em destino ao Terminal Senador Canedo. Ainda em 2016, o Governo do Estado de Goiás assumiu o custeio do Passe Escolar, que se tornou Passe Livre Estudantil.
Em 2018, foi implantada a modalidade de linhas interbairros em Aparecida de Goiânia, sendo a primeira linha uma ligação entre o Terminal Araguaia ao Parque Trindade, passando por bairros como o Jardim dos Buritis, Sítios Santa Luzia, Jardim Olímpico e pelo Parque Industrial de Aparecida de Goiânia. Posteriormente, a modalidade foi adotada também na cidade de Goiânia, sendo a primeira linha uma ligação entre o Terminal Padre Pelágio ao Campus Samambaia da UFG, passando por bairros como o Jardim Nova Esperança, Morada do Sol, Jardim Balneário Meia Ponte e pelo Terminal Recanto do Bosque. A linha era uma antiga reivindicação dos estudantes do Diretório Central dos Estudantes da universidade, que vinha desde 2009. Também em 2018, o tradicional bilhete SITPass deixou de ser aceito nos ônibus, dando lugar ao SITPass Eventual - um bilhete emitido instantaneamente com um QR Code.
Em 2019, as linhas do CityBus passaram a ser operadas por veículos convencionais, assim sendo substituído pelo CityBus 2.0, uma modalidade sem itinerários fixos e com modalidade E-hailing, sendo o primeiro serviço dessa modalidade na América Latina. O CityBus 2.0 foi operado pela HP Transportes na Zona Sul da cidade de Goiânia e em bairros de Aparecida de Goiânia até a primeira metade de 2020.

#### 2020-2022: Pandemia de COVID-19 e Retomada
Em 2020, durante a pandemia de COVID-19, a demanda do sistema foi afetada em decorrência do isolamento social, fazendo com que os veículos operassem com horários reduzidos. Gradativamente, com o aumento de demanda, foram tomadas medidas em decreto pelo Governo do Estado de Goiás, solicitando que os ônibus circulassem apenas com passageiros sentados e com o uso de máscara dos mesmos. A Viação Reunidas passou 4 dias sem operar alegando ausência de receita, assim sendo temporariamente substituída pela Rápido Araguaia até o seu retorno.
Em 2022, com a recuperação gradativa da demanda e o congelamento da tarifa única em R$ 4,30, foi implantado o cartão Bilhete Único, possibilitando o usuário a utilizar a mesma passagem durante um período de 150 minutos, assim descontinuando os cartões Fácil e Integração. Ainda no mesmo ano, foi implantado no município de Senador Canedo o Bilhete Meia Tarifa através do Bilhete Único, possibilitando a redução da tarifa única pela metade enquanto o usuário estiver em trânsito dentro do município com o transporte público coletivo. Posteriormente, foi adotado nas cidades de Nerópolis, Goianira, Trindade e Aparecida de Goiânia. Também foi implantado o Passe Livre do Trabalhador, uma modalidade de vale-transporte para iniciativas privadas onde o colaborador, através do cartão fornecido, pode utilizar oito viagens durante todos os dias.

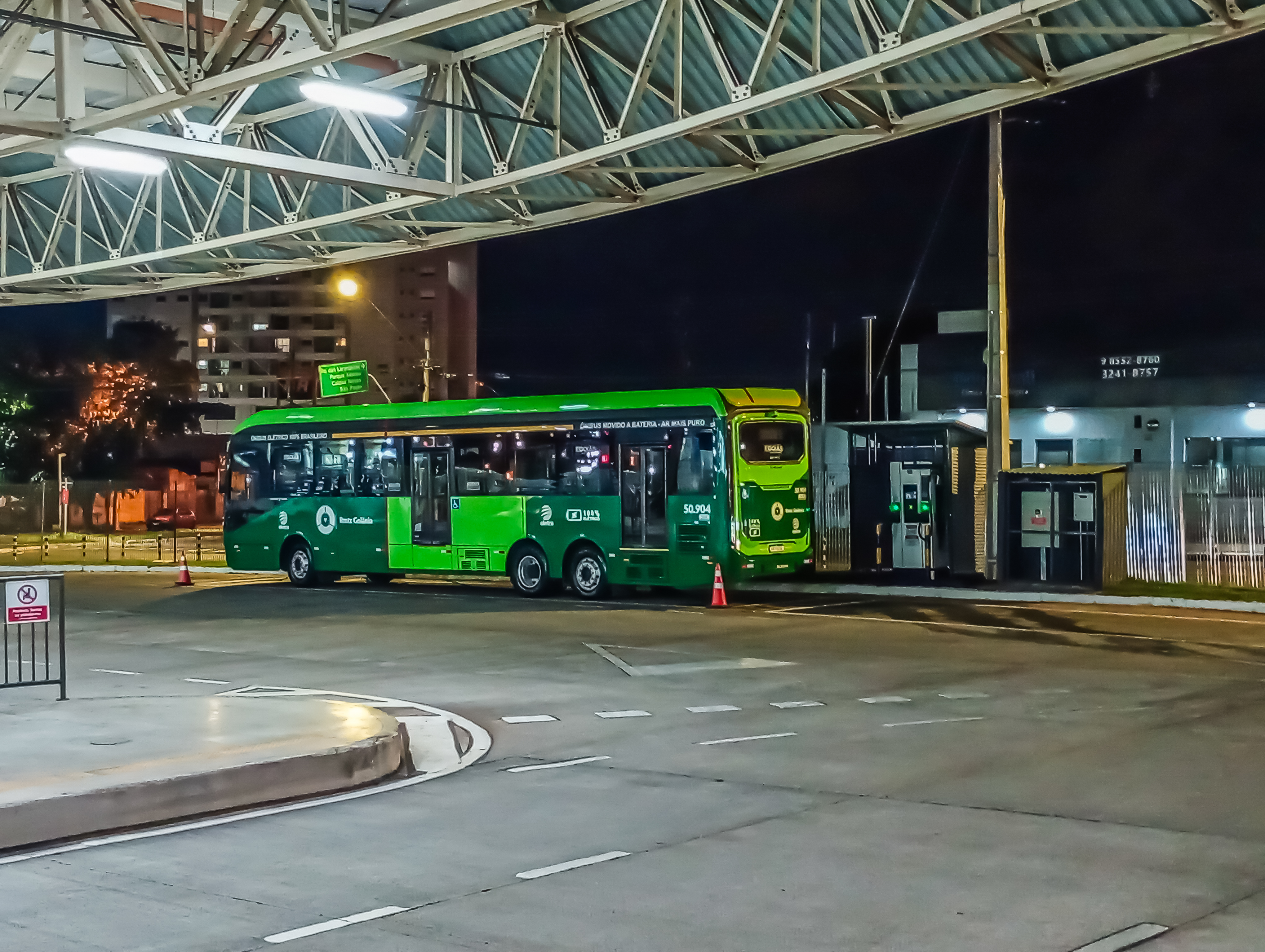
BRT Norte-Sul, no Terminal Isidória.

#### 2023-Atualmente: BRT Norte-Sul e Investimentos Estatais
Em 2023, as linhas semi-urbanas do transporte público coletivo passaram a ter a tarifa integrada no terminal alocado, visto que desde a implantação do SITPass era obrigatório o pagamento de um valor especificado, definido como metade da tarifa com o estabelecimento da tarifa única, para utilização das linhas, não havendo mais necessidade de pagamento de um complemento. Ainda no mesmo ano, foram disponibilizados dois terminais previstos no projeto do BRT Norte-Sul, ambos os primeiros terminais da RMTC sem catracas de acesso, com o embarque realizado através da porta dianteira do veículo. O Terminal Paulo Garcia foi o primeiro a ser inaugurado, com o nome em homenagem ao 29º Prefeito de Goiânia que iniciou o projeto, localizado em frente a Rodoviária de Goiânia e integrando quase todas as linhas que atendem o Setor Central. Posteriormente, o Terminal Hailé Pinheiro foi inaugurado, com o nome em homenagem ao sócio-fundador da HP Transportes Coletivos e ex-presidente do Goiás Esporte Clube, localizado próximo ao Passeio das Águas Shopping e integrando as linhas que já atendiam a região, além das linhas alimentadoras que atendem o Campus Samambaia da UFG, as linhas semi-urbanas para os municípios de Nova Veneza e Santo Antônio de Goiás e um novo atendimento aos bairros Jardim Guanabara e Residencial Vale dos Sonhos.
Em 2024, o Governo do Estado de Goiás, em parceria com as prefeituras de Goiânia, Aparecida de Goiânia, Senador Canedo, Trindade e Goianira, anunciou o projeto Nova RMTC, um pacote de investimentos no valor de R$ 1,6 bilhão, destinados à reforma dos terminais e estações de integração, limpeza e conservação dos abrigos utilizados como pontos de ônibus e renovação total da frota, além da implantação de veículos elétricos no Eixo Anhanguera. De acordo com o órgão, mesmo com o investimento, a tarifa única continuará congelada no valor estabelecido em 2019. Em agosto do mesmo ano, iniciaram-se as operações do BRT Norte-Sul nos terminais Recanto do Bosque, Veiga Jardim e no ponto de apoio do Parque Atheneu, substituindo as linhas existentes com números de identificação por prefixos alfanuméricos que aludem ao eixo atendido. O Terminal Vila Brasília, que também deveria atender o BRT Norte-Sul, não foi contemplado devido a mudança de local prevista no projeto.

## Arcos Operacionais

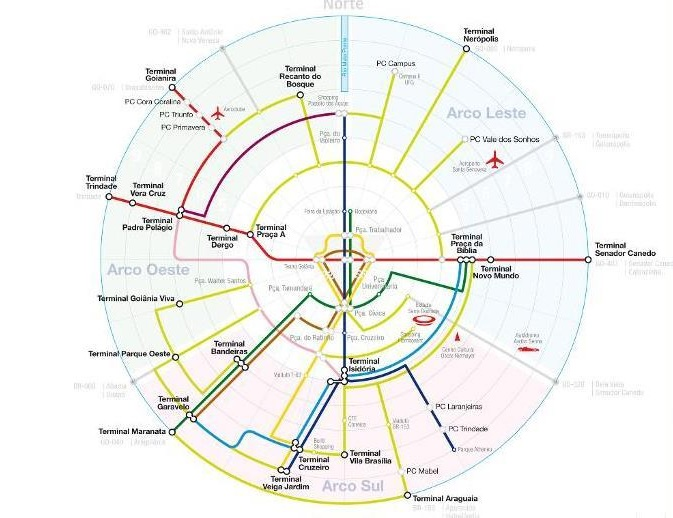
Divisão dos Arcos Operacionais em 2020
clique para ampliar

A RMTC possui uma divisão de operação que consiste em arcos operacionais. Cada empresa tem a permissão de operar em determinado arco, com ressalva das linhas interáreas que abrangem dois ou mais arcos e das linhas em modalidade BRT. Ao todo são 4 arcos e uma divisão sistêmica, com 5 empresas em operação.
- Arco Sul - Pertencente a Rápido Araguaia e a HP Transportes, o Arco Sul é relativo a região sul de Goiânia e as cidades de Aparecida de Goiânia, Hidrolândia, Nova Fátima, Aragoiânia e uma parcela de Abadia de Goiás;
- Arco Oeste - Pertencente a Rápido Araguaia e Viação Reunidas, o Arco Oeste é relativo as regiões norte e oeste da cidade de Goiânia e as cidades de Trindade, Goianira, Brazabrantes, Nova Veneza, Santo Antônio de Goiás, Guapó e uma parcela de Abadia de Goiás;
- Arco Leste - Pertencente a Rápido Araguaia e Cootego. o Arco Leste é relativo as regiões norte e leste da cidade de Goiânia e as cidades de Senador Canedo, Caldazinha, Bonfinópolis, Terezópolis, Goianápolis, Bela Vista de Goiás e Nerópolis.
- Centro Expandido - Pertencente a Rápido Araguaia e a HP Transportes, porém com operação de todas as consorciadas, o Centro Expandido é relativo as centralidades da cidade de Goiânia, como os setores Aeroporto, Bueno, Campinas, Central, Centro-Oeste, Coimbra, Crimeia Oeste, Crimeia Leste, Funcionários, Leste Universitário, Marechal Rondon, Marista, Negrão de Lima, Norte Ferroviário, Oeste, Sul, Vila Abajá, Vila Jaraguá, Vila Nova, Vila Santa Helena e Vila Viana.
- Sistema Metropolitano BRT - Pertencente a todas as consorciadas, o Sistema Metropolitano BRT é uma divisão operacional à parte dos arcos convencionais, englobando a operação das linhas que atendem o BRT Leste-Oeste (conhecido coloquialmente como Eixo Anhanguera) e o BRT Norte-Sul. É relativo aos municípios de Goiânia, Aparecida de Goiânia, Senador Canedo, Trindade e Goianira.